# Spathiphyllum kochii

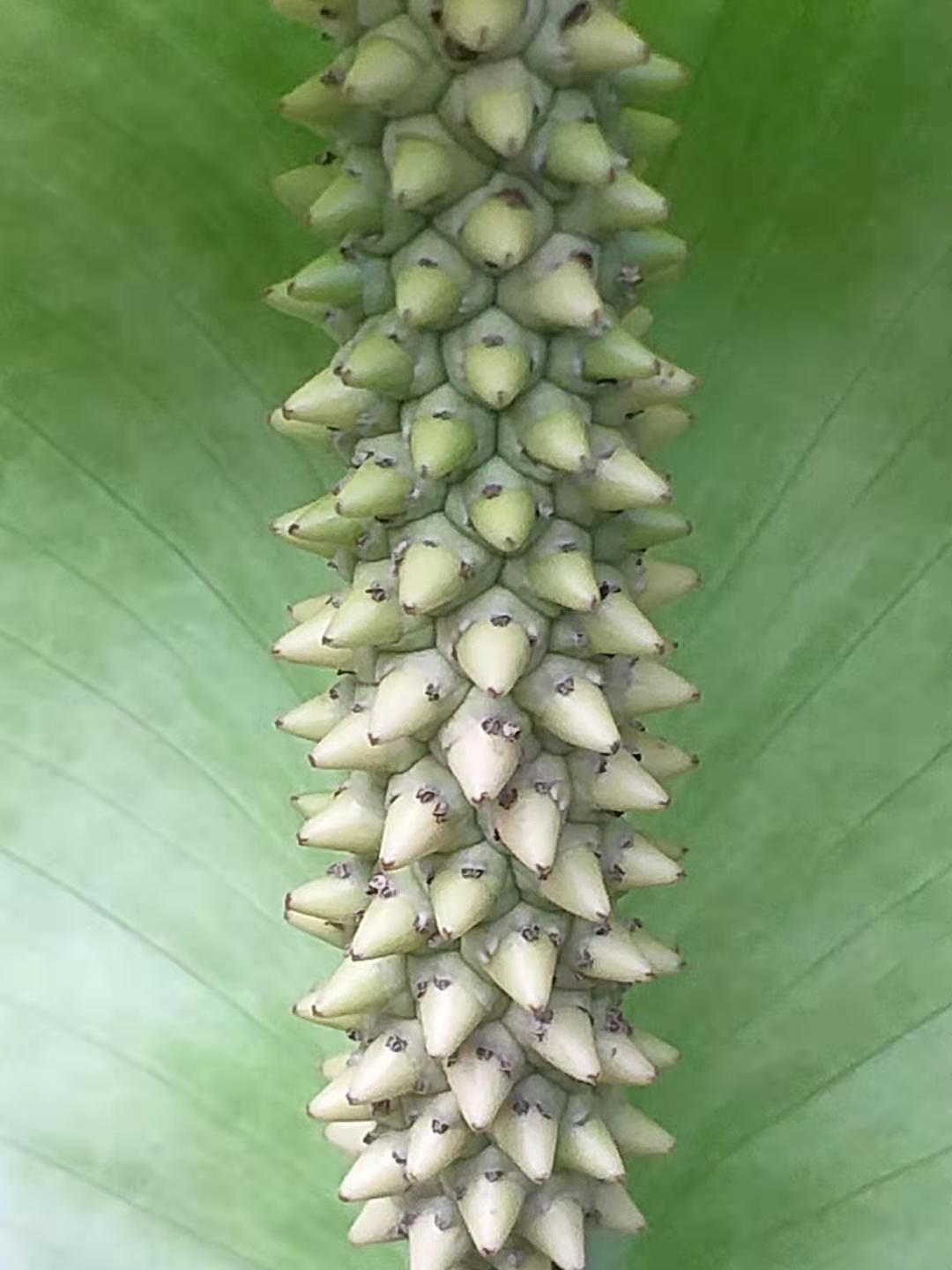
Spadix

Spathiphyllum kochii är en kallaväxtart som beskrevs av Adolf Engler och Kurt Krause. Spathiphyllum kochii ingår i släktet Spathiphyllum och familjen kallaväxter. Inga underarter finns listade.